# Love Is All You Need?
Love Is All You Need? è un film del 2016 diretto da Kim Rocco Shields. 
Il film è stato reso disponibile il 24 novembre 2016 su iTunes.

## Trama
Una città viene scossa dall’apprendere che Jude, la miglior quarterback dell’università, è in realtà eterosessuale, ed è innamorata di un giornalista, Ryan. Dopo aver reso pubblica la loro relazione, la coppia viene molestata poiché la comunità cittadina è formata per lo più da coppie di persone dello stesso sesso e gli eterosessuali, che rappresentano la minoranza, vengono presi di mira da bulli e vengono giudicati pesantemente. Al centro degli atti di bullismo vengono poste anche una insegnante, una giovane sovrappeso, una leader religiosa e una undicenne.

## Produzione

### Cast
Il 15 ottobre 2014 sono stati scritturati per il film Emily Osment, Briana Evigan e Kyla Kenedy. Il 21 ottobre 2014 si sono uniti al cast Jeremy Sisto, Ana Ortiz, Katherine La Nasa, Jenica Bergere e Leonard Roberts. Il 28 ottobre 2014 si è aggiunto Tyler Blackburn.

### Riprese
Il film è stato girato a Los Angeles; le riprese sono iniziate nell’ottobre del 2014.